# Kishinouyeum
Kishinouyeum es un género de mantis de la familia Mantidae.

## Especies
Las especies de este género son:
- Kishinouyeum breve
- Kishinouyeum cangshanensis
- Kishinouyeum cornutus
- Kishinouyeum hepatica
- Kishinouyeum jianfenglingensis
- Kishinouyeum parvula
- Kishinouyeum robusta
- Kishinouyeum sinensis
- Kishinouyeum stigmosus